# 60 минут (ток-шоу, Россия)
«60 минут» — российское общественно-политическое пропагандистское ток-шоу на телеканале «Россия».
Ведущие общественно-политического ток-шоу — Евгений Попов и Ольга Скабеева.

## О программе
В каждом выпуске программы с её участниками обсуждаются актуальные как внешнеполитические темы (проблемы, события), так и российские. В студию приглашаются 5-8 человек — известные юмористы, депутаты, журналисты, эксперты, включая иностранцев, с разными взглядами и точками зрения. Одна часть приглашённых в студию, включая ведущих, солидарна (или близка) с официальной позицией государственной власти Российской Федерации по внешне- и внутриполитическим проблемам и вопросам, другие приглашённые в студию с ней не согласны. В некоторых дебатах иногда устанавливается видеосвязь с зарубежными или российскими экспертами, журналистами, политиками и т. п., чтобы узнать их позицию по теме программы и своевременно среагировать на неё должным образом, в зависимости от характера полученной информации. В ряде выпусков один из ведущих ведёт прямой репортаж с места освещаемых событий, в то время, как другой работает в студии. Определённые высказывания участников программы периодически выводятся крупным планом на экране в качестве цитат.
Премьера программы состоялась 12 сентября 2016 года на телеканале «Россия-1» в прямом эфире на Дальний Восток и Москву.
С 2018 года (за исключением 2022 года) программа не транслируется в рабочие дни между майскими праздниками (в 2018 и 2024 — также в последний рабочий день перед 9 мая). В 2018 и 2024 годах количество таких дней было сокращено из-за инаугурации Президента России, а в 2023 году такой день был всего один — 5 мая (перед длинными выходными 6-9 мая). С 2016 года программа не выходит в последний рабочий день года, (только в 2023 году выходил дневной выпуск), а в 2020 году так же несколько первых рабочих дней.
16 марта 2020 года вышла программа без участия зрителей в студии, что было вызвано пандемией коронавируса. Выпуски стали целиком и полностью посвящены данной ситуации. С 23 марта ведущие стали вести программу отдельно: один из них присутствовал в студии, второй ведущий — через видеосвязь (это продолжалось до 29 мая).
С 4 июня 2021 года Евгений Попов временно покинул программу: изначально ввиду отлёта в Женеву на российско-американский саммит, а впоследствии из-за участия в выборах в Госдуму.
Начиная с выпуска от 15 июня 2021 года руководство программы отказалось от возвращения зрителей, и кресла из студии были убраны, на их месте стоят дополнительные экраны и декорации.
27 и 28 января 2022 года программа выходила без участия ведущих в студии по причине положительного теста на омикрон-штамм COVID-19, первый из которых несколькими днями ранее сдала Ольга Скабеева, а затем и Евгений Попов.
С 24 февраля 2022 по 29 августа 2024 года программа выходила в режиме специальных выпусков, посвященных вторжению России на Украину. До 5 июля они имели вдвое большую продолжительность и замещали в сетке вещания развлекательные программы и неполитические ток-шоу. С 24 февраля по 19 марта (за исключением 27 февраля и праздничный день 8 марта) «60 минут» выходили по субботам.
7 октября 2024 года на фоне хакерской атаки на ВГТРК, в результате которой было нарушено обычное вещание телеканалов «Россия-1» и «Россия 24», дневной выпуск программы «60 минут» вышел в прямом эфире на телеканале «Россия 24».

## Рейтинги
В начале вещания программа показала 3,2 % рейтинга и 12,4 % доли (показатели, сравнимые с передачей «Прямой эфир» на этом же телеканале, вещание которой было перенесено на час раньше, хотя её вещание в семи-часовой прайм-тайм велось с 2013 года).
К концу 2016 года «60 минут» вошла в Топ-3 лучших общественно-политических программ, выходящих по будням (по данным газеты «Коммерсантъ»).
В 2017 году на «Первом канале» транслировалась программа-конкурент — «Первая студия». Результаты исследований компании Mediascope показали, что в период трансляции обеих программ (в январе—июне 2017 года) рейтинг «60 минут» обычно превосходил показатели «Первой студии».
В телесезоне 2017—2018 годов самым рейтинговым стал выпуск о пожаре в кемеровском торговом центре «Зимняя вишня». «60 минут» лидировало по рейтингам среди политических ток-шоу российских каналов (доля — 17,4, рейтинг — 5,7).

## Критика
Ведущие программы критиковались за оскорбительное поведение в отношении гостей их программы в студии, в частности, украинских политических деятелей и других интервьюируемых персон, оппонирующих официальной позиции властей России по обсуждаемому вопросу. По мнению правительства Польши, ток-шоу служит достижению целей российского правительства путём распространения ложной информации, создания атмосферы ненависти и пропаганды «великого государственного шовинизма».
Согласно мониторингу Русской службой Би-би-си ряда эфиров «60 минут», ведущие программы Евгений Попов и Ольга Скабеева допускали серьёзные искажения фактов по делу Скрипалей (предположения о содержании пресс-конференции потерпевших до её начала и обвинения в адрес британских властей в намеренном уничтожении доказательств).
В январе 2019 года национальный совет по электронным СМИ Латвии на три месяца запретил ретрансляцию российского телеканала «РТР-Россия» за разжигание ненависти к украинскому государству (программа «Воскресный вечер с Владимиром Соловьёвым» от 22 мая 2018 года) и украинцам («60 минут» от 11 января 2018 года, где глава ЛДПР Владимир Жириновский призывал к войне с Украиной). В феврале 2021 года был снова введён запрет на ретрансляцию телеканала «Россия-РТР» (программа которого практически полностью повторяет программу телеканала «Россия-1») сроком на один год из-за «разжигание ненависти» и «призывы к войне» в трёх выпусках «60 минут» (где Владимир Жириновский предлагал выкрасть из Литвы, отвезти в Беларусь и там казнить Светлану Тихановскую, 10 июля 2020 года Ольга Скабеева и участники шоу называли Украину «террористической страной», а Порошенко — «террористом», заявления Евгения Попова, что страны бывшего СССР якобы «ни на что не способны, терпят поражение и презираются», озвученная угроза: «Один миллион, десять миллионов, сто миллионов будут уничтожены. Не будет столиц, ни Киева, ни Брюсселя<…>как сегодняшний Киев, лучше разрушить и отстроить заново», также предлагалось включить в состав России Нарву) и одном выпуске «Воскресного вечера» (из-за допущенных ведущим Владимиром Соловьёвым «очень агрессивных, враждебных, оскорбительных и грубых слов в адрес гостей передачи, которые представляют украинскую сторону и украинцев»), представители телеканала апеллировали к разнообразию мнений.
Отмечался повышенный интерес программы к мировым, а не внутрироссийским проблемам и событиям: так, из 98 вечерних выпусков с сентября 2018 по январь 2019 года исключительно внутрироссийской тематике было посвящено 6. Особый интерес вызывала Украина, предполагаемому разделу которой другими странами в сентябре 2018 года был посвящён ряд программ.
Российский тележурналист и радиоведущий Владимир Кара-Мурза-старший, придерживавшийся радикально-критических взглядов относительно действующей власти и российских государственных СМИ, в своих статьях неоднократно критиковал программу:

…пропагандист Евгений Попов, ведущий программы «60 минут» на канале «Россия 1» — поразил меня своей неуклюжей попыткой «подловить» в коридоре Петра Порошенко на Генассамблее ООН. Президент Украины отшил российского журналиста — и правильно сделал. Однако даже это госканал умудрился представить как победу Попова. Вообще вся программа «60 минут» — не передача, а непонятно что. Она состоит из истошных криков, истерик «экспертов» и отвратительных гримас ведущих, изображающих из себя всё знающих небожителей.

Тандем Скабеевой и Попова, конечно, забавный. Семейный подряд. Кого надо, заткнут. Кому надо, слово дадут.

### Интервью Алины Керовой
17 октября 2018 года в эфире, посвящённом массовому убийству в керченском колледже, состоялся телефонный разговор обоих ведущих с очевидицей трагедии — студенткой Алиной Керовой. В эфире был только голос интервьюируемой, каких-либо фото или видео показано не было. На следующий день региональное правительство опубликовало официальный список погибших, в котором фигурировала Алина Керова. Журналисты телеканала «Дождь» связались с её одногруппницей, которая после ознакомления с записью эфира не опознала голос Керовой и отметила отсутствие в учебном заведении её однофамильцев.
Также «Дождь» позвонил самой Ольге Скабеевой, которая предложила журналистам самим позвонить девушке, которая представилась Алиной Керовой, и выяснить подробности. Ведущая также призвала не делать «эмоциональных, скоропалительных выводов» и обратиться в пресс-службу телеканала. В дальнейшем Скабеева начала утверждать, что позвонившая девушка на самом деле училась в этом колледже, но просто представилась именем своей знакомой, не зная о её гибели. Лишь через шесть дней после трагедии телеведущая более подробно рассказала о случившейся ошибке. С родителями Алины Керовой, которые были вынуждены во второй раз отправиться на опознание дочери, никто из «России-1» и «60 минут» не связывался и извинений не принёс. Публично в защиту «60 минут» выступили ранее участвовавший в программе украинский видеоблогер Анатолий Шарий (раскритиковавший журналистов «Дождя») и журналист Олег Кашин (позиционировавший произошедшее как ошибку, а не пропаганду), начавший участвовать в эфирах этой программы с декабря 2018 года.

### Сюжет о Челябинске
12 декабря 2018 года около 150 жителей Челябинска пришли к администрации города с требованиями ввести режим чрезвычайной ситуации, провести внеплановые проверки на промышленных предприятиях, а также перенести «грязные» производства в удалённые от населённых пунктов места. С протестующими встретился и. о. главы Челябинска Владимир Елистратов. Споры вокруг строительства новых производств были ещё в 2017 году, в попытке их решения принимал участие сам президент Российской Федерации Владимир Путин.
Вечером того же дня ситуацию затронул в «60 минутах» лидер движения «Новая Россия» Никита Исаев, заявивший о том, что над городом «вторую неделю стоит жесточайший смог, и люди умирают». В ответ оба ведущих с грубостью (Попов требовал «прекратить хайп», Скабеева назвала своего гостя «врушкой проклятой») начали заявлять об отсутствии каких-либо акций в Челябинске из-за проблем с экологией, в качестве доказательств приведя прямую трансляцию с пустой городской площади Революции.
Эфир вызвал резонанс в челябинских пабликах, подписчики которых обвинили канал «Россия-1» во лжи и внесли его в «чёрный список». На требования местных жителей извиниться за отрицание состоявшихся в Челябинске массовых акций Скабеева ответила отказом, сообщив вместо этого, что виноват Исаев.

### Cкандал с ректором ТИСБИ Нэллой Прусс
11 мая 2021 года в программе был продемонстрирован видеоролик, на котором якобы стрелок, напавший на школу в Казани, держит в руках предмет, похожий на фаллоимитатор, и над ним смеются одногруппники.
Ректор ТИСБИ Нэлла Прусс заявила, что видео, показанное в эфире программы «60 минут» телеканала «Россия-1» о личности казанского стрелка — фейк, и не имеет к их институту никакого отношения.

И сам герой видео на убийцу школьников даже отдалено не похож.
— Там же даже видно, что это не он, где она (ведущая — Ред.) взяла это? Это полное безобразие. Какое у меня ещё может быть к ней отношение? То, что делает [Ольга] Скабеева (ведущая программы «60 минут», — Ред.) — и не только в отношении меня — у неё грязный рот. Мы обязательно об этом поговорим с каналом «Россия», — говорит Прусс.
Также ректор добавляет, что не может негативно охарактеризовать казанского стрелка.
— Как я могу сказать, что он был такой-сякой, если он был тихим, спокойным, аккуратным, со всеми общался, не пропускал занятия — я не могу сказать другое, — заявила она.

## Специальные выпуски
- 7 октября 2016 года в 19:00 вышел специальный выпуск программы под названием «Народная банкнота», посвящённый голосованию за символы для новых банкнот Банка России в 200 и 2000 рублей.
- В День Победы с 2017 по 2019 год выходил одноимённый праздничный информационный канал в формате «60 минут», в котором обсуждались события, связанные с этим праздником.
- 14 апреля 2018 года в 11:30 вышел специальный выпуск программы, посвящённый Массовым ударам США по Сирии.
- В день инаугурации Президента России Владимира Путина (7 мая 2018 года) вышел специальный выпуск в эфир в 10:00 МСК и предварял прямую трансляцию этого события, а в 17:40 МСК вышел специальный выпуск, в котором были подведены итоги инаугурации.
- 9 января 2020 года в 18:00 вышел специальный выпуск программы, посвящённый авиакатастрофе в Иране.
- 2 апреля 2020 года вышел специальный выпуск в эфир раньше обычного, в 17:03, сразу после специального выпуска «Вестей» с обращением Президента России Владимира Путина в связи с ситуацией с коронавирусом.
- 18 марта 2021 года вышел специальный выпуск программы, который длился с 17:15 до 20:00 с перерывом на прямую трансляцию праздничного концерта, посвящённого 7-й годовщине аннексии Крыма и Севастополя Россией. В нём, помимо вышеуказанного события, обсуждались и другие актуальные политические темы.
- 24 февраля 2022 года вышел специальный выпуск программы, который длился с 17:15 до 20:00, посвящённый вторжению России в Украину.
- С 24 февраля 2022 по 29 августа 2024 года программа выходила в режиме специальных выпусков, посвящённых вторжению России на Украину. До 5 июля 2024 года они имели вдвое большую продолжительность и замещали в сетке вещания развлекательные программы и неполитические ток-шоу. Впервые в истории программа «60 минут» также вышла в субботу и в воскресенье.
- 26 февраля 2022 года программа вышла в эфир в 12:50.
- 5 марта 2022 года программа вышла в эфир в 11:40, 14:40 и 16:40 (с перерывом на программу «Вести»).
- 6 марта 2022 года программа вышла в эфир в 11:40, 14:40 и 16:40 (с перерывом на программу «Вести»).
- 7 марта 2022 года программа вышла в эфир в 11:30 и 14:30 (с перерывом на программу «Вести»).
- 12 марта 2022 года программа вышла в эфир в 11:30.
- 19 марта 2022 года программа вышла в эфир в 11:30.
- 13 июня 2023 года в 17:30 специальный выпуск включал трансляцию встречи Владимира Путина с военкорами.
- 27 июня 2023 года в 11:30 специальный выпуск включал трансляцию встречи Владимира Путина с Росгвардией, ФСО, ФСБ и Минобороны РФ на Сенатской площади Кремля.
- 5 октября 2023 года специальный выпуск вышел в 20:28 и шёл 1 минуту в связи с трансляцией заседания клуба «Валдай».
- 14 декабря 2023 года специальный выпуск вышел в 16:10 и 17:30 и был посвящён Итогам года с Владимиром Путиным.
- 29 февраля 2024 года специальный выпуск вышел в 14:20 и 17:30 и был посвящён Посланию Владимира Путина Федеральному собранию.
- 13 марта 2024 года специальный выпуск вышел в 11:40 после большого интервью Владимира Путина.
- 18 марта 2024 года в 17:30 специальный выпуск включал трансляцию выступления Владимира Путина на митинге на Красной площади.
- 20 июня 2024 года в 17:30 специальный выпуск включал трансляцию пресс-конференции Владимира Путина по итогам визита в КНДР и Вьетнам.
- 7 октября 2024 года специальный выпуск вышел в 14:30 на телеканале «Россия 24».
- C 22 по 28 октября 2024 года программа выходила в режиме специальных выпусков, посвящённых XVI саммиту БРИКС в Казани.

## Награды
- Премия «ТЭФИ—2017» в номинации «Общественно-политическое ток-шоу прайм-тайма» категории «Вечерний прайм»[41].
- Премия «ТЭФИ—2018» в номинации «Общественно-политическое ток-шоу прайм-тайма» категории «Вечерний прайм».
- Премия «ТЭФИ—2019» в номинации «Общественно-политическое ток-шоу прайм-тайма» категории «Вечерний прайм».